# María Victoria Lareu
María Victoria Lareu Huidobro (Santiago de Compostela, 7 de març de 1960) és una investigadora, professora universitària i metge forense gallega.
Lareu és la directora del Institut de Ciencias Forenses de la USC i líder mundial en aquest camp d'investigació.
Llicenciada en Medicina i Cirurgia a la Facultade de Medicina de la Universitat de Santiago de Compostela (USC) el 1984, va prosseguir la seva trajectòria en diferents centres estrangers d'investigació d'especial rellevància en medicina forense. Així, va realitzar importants treballs d'investigació a l'Institut de Medicina Legal de Coimbra de Portugal, al London Hospital College i en el Forensic Science Service de Birmingham. Tras la seva etapa al Regne Unit va tornar a Santiago, on va fer la seva tesi doctoral sobre marcadors genètics en cirrosis hepàtiques alcohòliques. El treball de laboratori, a de l'Institut Universitari de Medicina Legal, ho ha compaginat amb l'activitat docent a la Facultade de Medicina. El 1996 es converteix en professora titular en aquesta mateixa facultat. La catedràtica de Medicina Legal i Forense de la USC, va ser distingida el 2008 amb un dels premis Gallecs de l'Any pel Grupo Correo Gallego, Galícia Hoxe, Ràdio Obradoiro, Terres de Santiago i Correu Televisió, reconeixent la seva destacada tasca en casos com la identificació de víctimes d'atemptats terroristes com els de l'11-S i l'11-M, a més de la identificació de cossos que retorna el mar o de restes històriques del jaciment arqueològic d'Atapuerca o la Guerra Civil espanyola. També van treballar en la identificació de víctimes de tsunami, o en el cas de les tres nenes assassinades al crim d'Alcàsser.
Des de 1998 és cap del servei de Genètica Forense de l'institut, en què també exerceix el càrrec de secretària, i l'any 2007 aconsegueix la Càtedra de Medicina Legal, convertint-se en aquest moment en la tercera dona d'Espanya que l'obté. A més, Victòria és una de les protagonistes del llibre titulat Investigadoras gallegas. Aquesta obra, editada pel Grup Correo Gallego en col·laboració amb la Conselleria d'Educació, recull 50 entrevistes d'altres tantes investigadores gallegues.
Des de les instal·lacions de la Facultade de Medicina, Victòria Lareu i els seus col·laboradors treballen en el disseny de nous mètodes d'anàlisi forense. Entre els projectes que dirigeix en destaca un que busca determinar les característiques físiques d'una persona a partir de qualsevol vestigi biològic amb ADN, com una petita gota de sang o de saliva. Un altre projecte tracta de pal·liar la impossibilitat d'obtenir dades de mostres biològiques molt degradades a causa, per exemple, a condicions climàtiques molt adverses. Durant la seva carrera, Lareu va dirigir diverses tesis i ha participat en gairebé una vintena de projectes finançats per la Xunta, el Ministeri d'Educació o la Unió Europea. Compta a més amb més d'un centenar de publicacions en genètica forense, genètica humana i bioquímica.